# Inbev
Die belgisch-brasilianische Inbev-Gruppe (ehemals Interbrew; Eigenschreibweise InBev) ging im November 2008 durch Übernahme der Anheuser-Busch Companies in der Anheuser-Busch InBev auf. Sie war gemessen am Umsatz (2007: 14,43 Milliarden Euro) und am Gesamtausstoß (2007: 270,6 Millionen hl) die größte Brauereigruppe der Welt (vor SABMiller). Auf diese Position gelangte sie durch den Zusammenschluss mit der brasilianischen Companhia de Bebidas das Américas (Ambev; Eigenschreibweise AmBev, zuvor weltweit die Nummer 5).

## Geschichte
In der Brauereiwirtschaft sind die Markenzyklen sehr lang und die Kundentreue ist relativ hoch. Eine neue Marke einzuführen, ist nahezu unmöglich und immer mit immensen Kosten verbunden. Fast die einzige Möglichkeit, in einem neuen Markt Fuß zu fassen, ist die Übernahme oder Kooperation mit einer bestehenden Brauerei und die Nutzung ihrer etablierten Marken. Inbev hatte sich wie folgt entwickelt:
1366 wurde Den Hoorn im heutigen Belgien gegründet. 1717 wurde Den Hoorn von Sebastien Artois übernommen, der den Namen von Den Hoorn in Artois änderte (heute Stella Artois). Artois übernahm 1952 Leffe in Belgien, 1968 Dommelsch in den Niederlanden und 1970 Motte Cordonier in Frankreich. 1984 übernahm Piedboeuf aus Belgien die belgische Marke Lamot. 1987 schlossen sich Artois und Piedboeuf zusammen und es entstand Interbrew. Interbrew übernahm 1989 die belgische Marke Hoegaarden und 1990 die ebenfalls belgische Marke Belle-Vue. 2000 fand eine Börsennotierung statt. Dann übernahm Interbrew 2002 Diebels, Beck’s und die Gilde-Gruppe (u. a. Hasseröder), 2003 die serbische Apatinska pivara, die Spaten-Löwenbräu-Gruppe (inkl. Franziskaner, Löwenbräu und anderen), 2004 die Dinkelacker-Gruppe (Schwaben-Bräu u. a.; bis 31. Dezember 2006, seit 1. Januar 2007 wieder eigenständig) und 2004 die Zhejiang Shiliang Brewery Company Ltd. in China. Durch den Zusammenschluss von Interbrew mit der brasilianischen Ambev 2004 entstand Inbev. Im Rahmen der Übernahme von Anheuser-Busch durch Inbev firmierte Inbev 2008 zu Anheuser-Busch Inbev um.

## Unternehmensdaten
Der Zusammenschluss von Interbrew und Ambev wurde am 3. März 2004 bekannt. Es entstand das weltweit größte Brauereiunternehmen.
Die Inbev-Gruppe beschäftigte 89.000 Mitarbeiter in 30 Ländern in Europa, Amerika und Asien. Der Hauptsitz des Konzerns war in Löwen (circa 20 Kilometer östlich von Brüssel, Belgien). Seit dem 1. Juli 2006 hatte die Zentrale für Mittel- und Osteuropa ihren Sitz in Moskau. Neben den bekannten deutschen Marken wie Beck’s, Diebels, Hasseröder, Franziskaner und Löwenbräu gehören zu ihr über 200 weitere Getränkehersteller. Der Gewinn vor Zinsen, Steuern und Abschreibungen (EBITDA) war 2007 um 26,1 Prozent auf 5,324 Milliarden Euro geklettert. Das Umsatzwachstum wurde überwiegend vom lateinamerikanischen und osteuropäischen Markt getrieben.

## Wettbewerbsverstoß
2007 war Inbev – neben anderen niederländischen Brauereien bzw. Tochterunternehmen von Grolsch, Bavaria und Heineken – in ein Wettbewerbsverfahren der Europäischen Kommission wegen Absprachen auf dem niederländischen Biermarkt in den Jahren 1996 bis 1999 verwickelt. In dem im April 2007 abgeschlossenen Verfahren trat Inbev als Kronzeuge auf und ging deswegen straffrei aus; gegen die Mitbewerber wurden Geldbußen in Höhe von rund 274 Mio. Euro verhängt.